# Musée ethnologique du Montseny
 (avril 2022).
Causes possibles :
- Rédaction non-neutre car ne respectant pas la synthèse équilibrée attendue.
- Plan structurant la page comme une brochure promotionnelle ou une plaquette institutionnelle.
- Nombreuses informations sans réelle pertinence encyclopédique et pourtant montées en épingle. Ceci peut notamment se faire en recourant à des sources primaires ou non centrées, ou encore à un « cherry picking » des sources ; dans certains cas, cette utilisation des sources peut même donner lieu à une « synthèse inédite ».

Rappel : la pertinence des informations est à démontrer par des sources secondaires indépendantes et de qualité traitant le sujet.
Le Musée ethnologique du Montseny (MEMGA) est un musée ethnologique situé à Arbúcies (Catalogne). 
Le musée a été conçu, depuis sa création en 1985, comme un centre pour la conservation, la recherche et la diffusion du patrimoine culturel du Parc Naturel du Montseny. La relation entre les personnes et l'environnement, et les mécanismes impliqués dans cette relation font partie de ses principales lignes de travail, tout comme l'implication dans la dynamisation culturelle, sociale et économique de son territoire.
Le MEMGA, situé dans un édifice du XVIIe siècle entièrement restauré et adapté, dispose d'une superficie de 1.800 mètres carrés ainsi que de quinze salles d'exposition permanente où les visiteurs peuvent venir observer les preuves matérielles des différentes communautés humaines qui, à travers l'histoire, ont peuplé les montagnes.
Parmi les collections, on retrouve les échantillons des métiers de l'artisanat et de la première Révolution industrielle et un fonds de matériel archéologique du XIVe au XVIe siècle, témoignage de la majeure partie de la vie quotidienne des hommes et des femmes qui ont habité le château Montsoriu (es) à cette période.
Une visite du musée permet, en même temps, de profiter d'un voyage dans le monde de la montagne, qui se reflète dans les projections de Les Dones d’aigua (Les Femmes de l'eau) et Llegendes del Montseny (Légendes du Montseny).

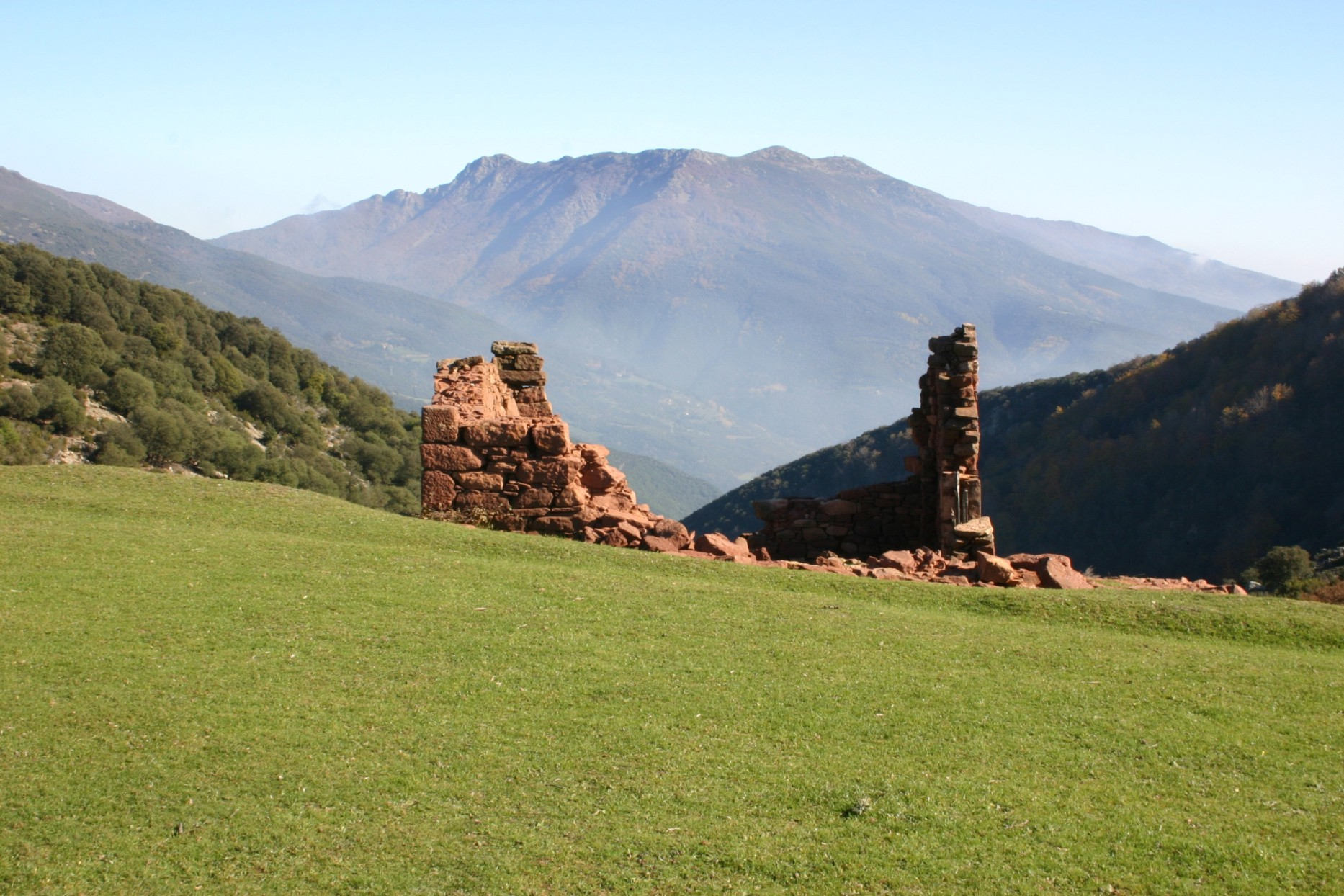
Le "Pla de la Calma"

## Exposition permanente

### Parmi les premiers habitants jusqu'auXVIesiècle

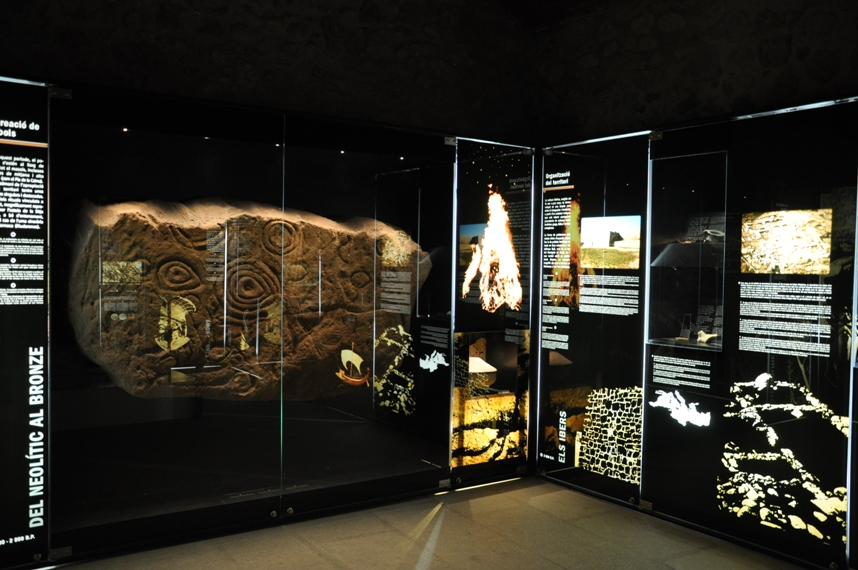
la ville ancienne

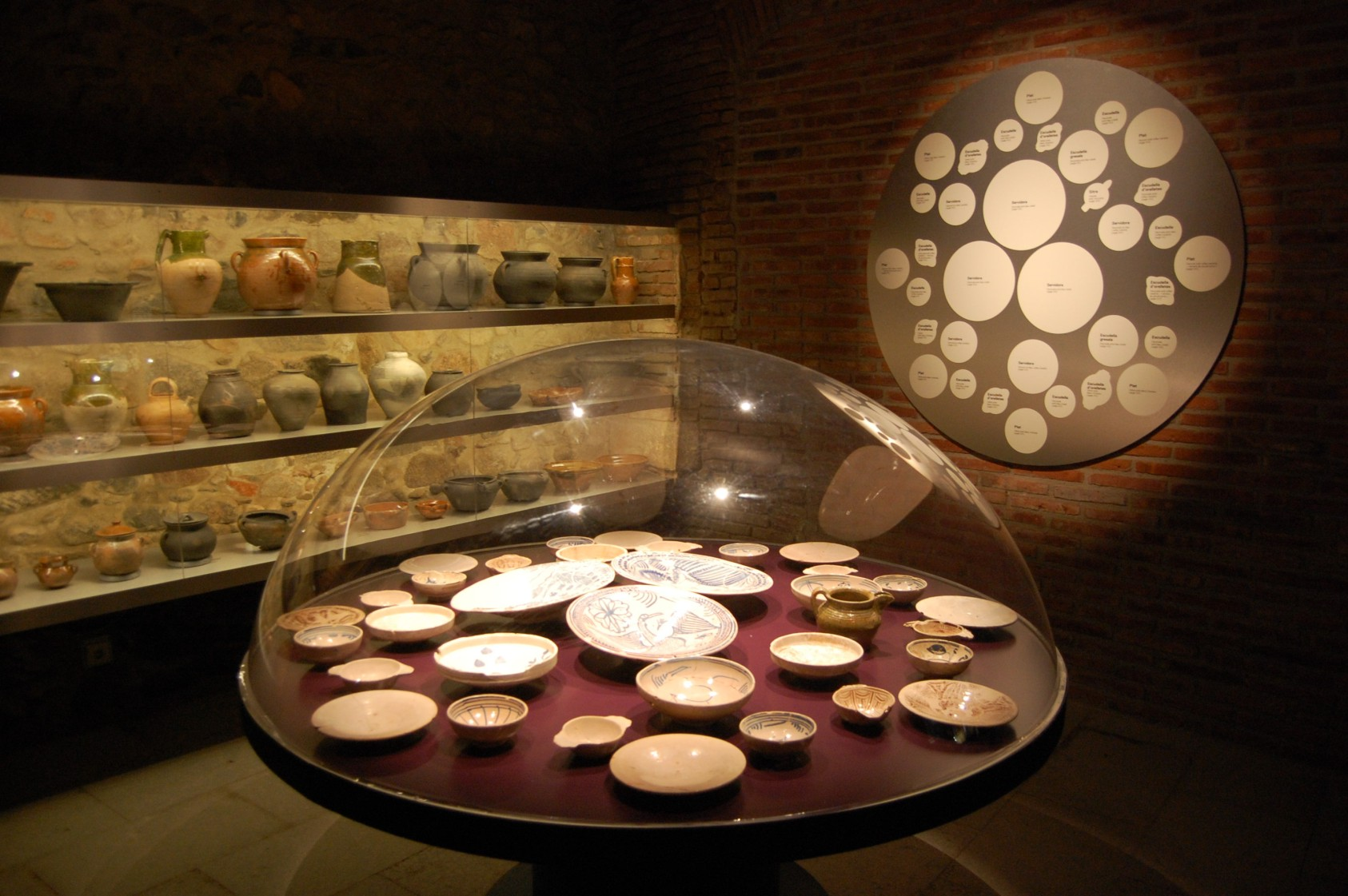
La société médiévale

Le rez-de-chaussée du musée montre l'évolution des modes de vie dans le parc naturel du Montseny à travers l'histoire. Grâce aux objets que les différentes communautés ont laissés, les visiteurs peuvent voyager dans le temps pour découvrir la vie à l'époque préhistorique, dans le monde ibérique et romain, et comprendre la façon dont s'est produite la transformation du paysage du Montseny : le paysage actuel est principalement le résultat d'un long processus d'interaction entre les personnes et l'environnement.
Au Moyen Âge, le Montseny a subi un processus de transformations économiques et sociales qui a pu définir un nouveau modèle d'organisation : la féodalité qui, dans le cas de Montseny, sera représentée, entre autres, par le château de Montsoriu et les vicomtes de Cabrera. La salle consacrée à Montsoriu permet de connaître le château gothique le plus impressionnant de Catalogne grâce à une sélection d'objets retrouvés lors de fouilles archéologiques et à une reproduction en grand format du château tel qu'il était au XIVe siècle. Le film El castell de Montsoriu (Le château de Montsoriu) permet de connaître l'histoire de ce grand monument. En traversant le Mural del Bosc, le visiteur se retrouve dans le nouvel espace de cuisine et d'alimentation du début de l'ère moderne, composé de plus d'une centaine d'objets de la cuisine, du garde-manger et de la table du château de Montsoriu au XVIe siècle, qui constituent l'une des meilleures collections d'objets archéologiques de cette période dans le pays.

### La société traditionnelle

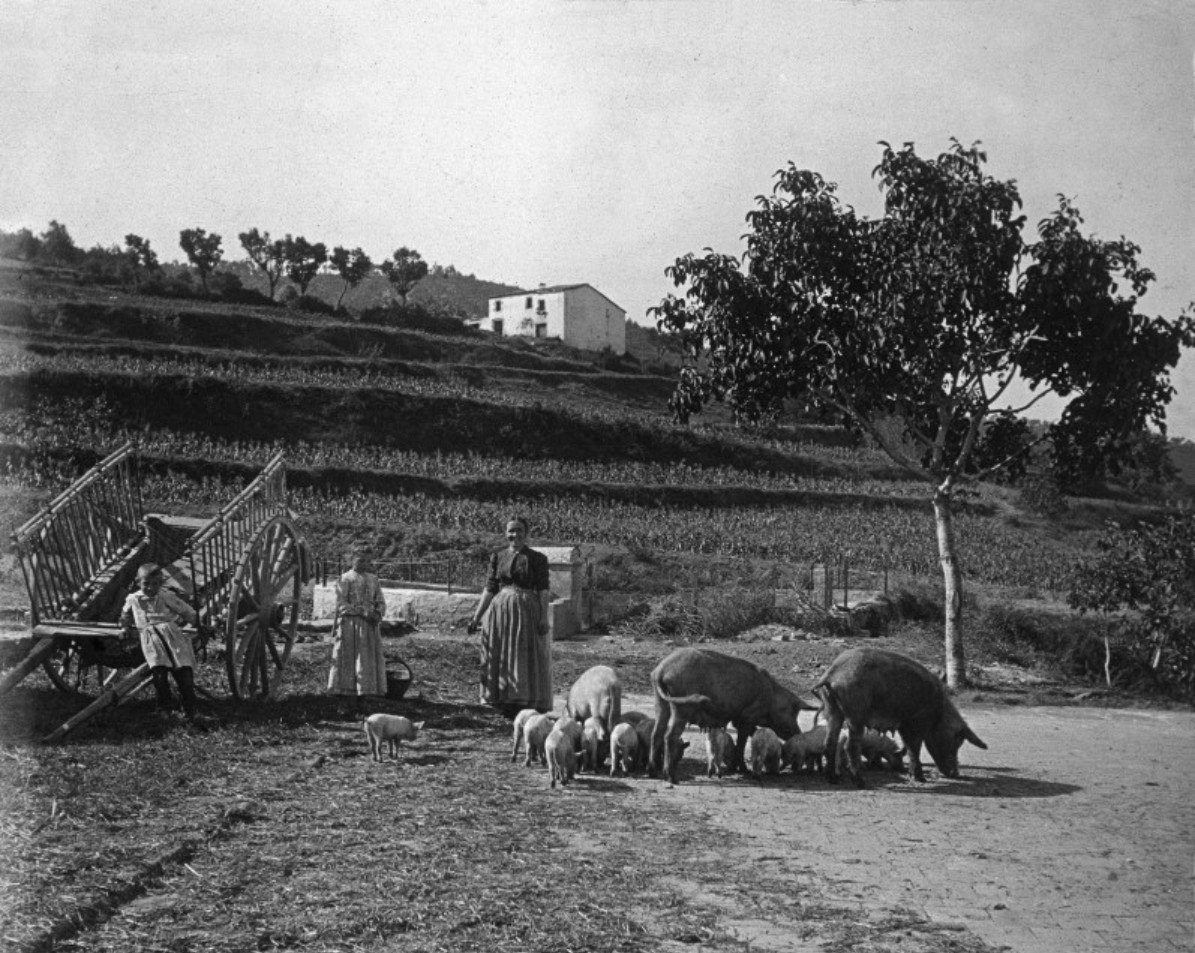
La société traditionnelle

L'objectif du premier étage du musée est de montrer et d'expliquer le fonctionnement de la société traditionnelle de l'autosuffisance. Ce modèle de société, né à l'époque médiévale, s'est structuré autour du mas, à partir de laquelle le territoire a été exploité et la société, organisée. La société reposait sur l'autonomie économique avec pour fondements l'agriculture, l'élevage et la foresterie. 
Au cours du XIXe siècle, ces fondements composaient toujours les bases de l'économie de Montseny, mais un processus d'abandon des mas est apparu dès la fin du XIXe siècle et s'est achevé dans les années soixante et soixante-dix du XXe siècle, a conduit à la disparition de la plupart des activités qui avaient défini économiquement le monde traditionnel.

### L'industrialisation

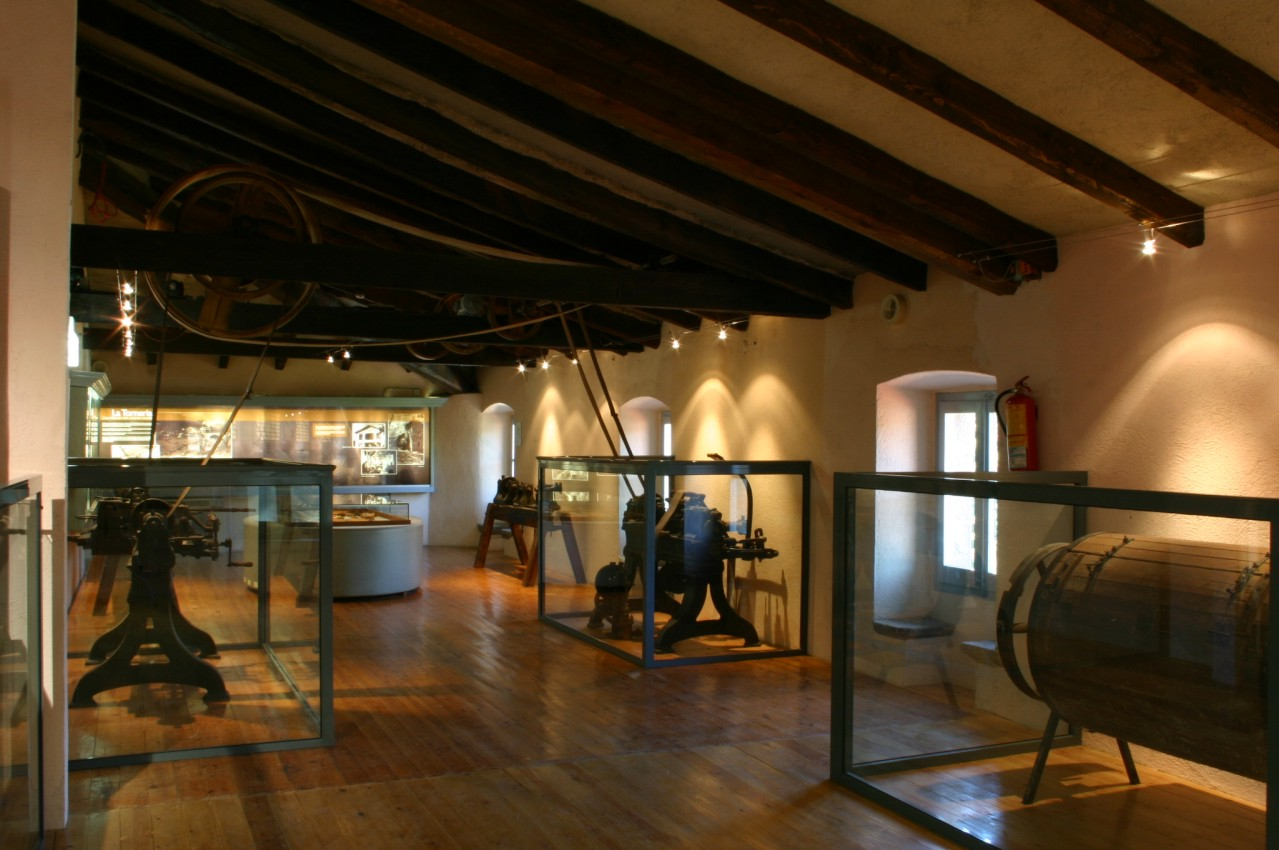
Salle de “La torneria”.

À la fin du XIXe et au début du XXe siècle, Montseny connaît le dernier grand changement dans les modes de vie, stimulé par le processus d'industrialisation du pays. Ce processus a conduit à des changements majeurs dans toutes les sphères de la société de Montseny dans les aspects économiques et sociaux, mais aussi dans les aspects culturels tels que les loisirs.
L'objectif du dernier étage du musée est d'expliquer ces changements, de découvrir les premières industries et comprendre leur lien avec l'environnement, comme l'illustre le cas d'Arbúcies.
Dans ce modèle d'industrialisation, à l'ancrage local important et aux origines artisanales, l'accent est surtout mis sur les carrosseries d'autobus, le tournage de bois et le secteur textile. Ces activités industrielles primaires étaient fortement liées à l'environnement, soit en raison de l'utilisation du bois comme matière première ou en raison du rôle que l'eau a joué en tant que source d'énergie.

## Objets remarquables
- Modèle du château de Montsoriu. Maquette en fibre de verre représentant le château de Montsoriu au XIVe siècle, à son apogée, au cours de la période gothique. Entourée des objets de la vie quotidienne du château, la maquette est la pièce maîtresse de la salle du monde médiéval. La présence et l'importance de Montsoriu au musée a également pour objectif de mettre en évidence l'implication de cette institution dans la récupération, la recherche et la diffusion du patrimoine culturel de son territoire[5].
- Coupe en verre. Coupe en verre soufflé, blanc, translucide, à pied moulé, circulaire, légèrement conique, et anses moulées, correspondant à la première moitié du XVIe siècle. Il fait partie d'un ensemble de trente objets en verre parmi une collection de plus de quatre cents pièces archéologiques du château de Montsoriu datant de l'ère moderne, composée de vaisselle de table, d'ustensiles de cuisine, d'objets du garde-manger, d'objets en verre, en métal et des fossiles d'animaux ; un ensemble exceptionnel tant par la quantité, que par la variété et la bonne conservation du fonds[6].
- Plat de Montelupo. Plat en faïence italienne du premier quart du XVIe s, émaillé en étain et décoré en polychrome : fleur centrale et frise double cintrée entrelacée formant une étoile à neuf branches. Cette pièce fait partie de l'extraordinaire collection de plus de quatre cents objets découverts en 2007 lors de fouilles archéologiques au château Montsoriu. Ce plat avait été conçu dans l'un des ateliers prestigieux de Montelupo en Toscane[7].
- Flaviol des frères Clapés. Ayant appartenu aux frères Clapés, flageolets, cet instrument de musique en bois de jujubier avec bec en laiton et cinq trous à l'avant et trois derrière a été réalisé avec un tour par Andreu Serra i Callicó (1882-1956), connu sous le nom de en Való de Arbúcies.Arbúcies était le principal producteur de flaviols artisanaux et les a diffusés dans la région du nom de rodal d’Arbúcies, où, pendant les grandes fêtes, les paysans jouaient de cet instrument, du chalumeau ou prononçaient des poèmes en l'honneur de la Vierge ou d'un Saint... jusqu'aux années 1960. Depuis 1985, la Festa del Flabiol (fête du flaviol) a fait renaître cette joyeuse tradition[8].
- Selle. Selle de chargement du début du XXe siècle construite en bois, cuir, tissu, laine et métal, utilisé pour des mules (animal hybride produit de l'accouplement de l'âne et de la jument). La pièce se compose d'une structure en bois avec deux paniers de chaque côté, reposant sur un coussin de laine et de paille revêtu de tissu et de cuir. La selle est liée à Montseny et aux professions de bourrelier qui l'a fabriquée et de roulier, profession liée aux tâches forestières consistant à sortir du bois les déchets des charbonniers, des cercleurs, des personnes travaillant le e liège et des bûcherons[9].
- Ornière. Assemblage de rejetons de châtaignier en cercle. L'ornière sert à transporter des rejetons jusqu'à leur utilisation dans la fabrication de récipients ou de fûts. Le «rodell» (disque de bois) donne son nom au métier de «roder» (cercleur), profession répandue dans la montagne de la Selva (Montseny-Guilleries) et dans les montagnes basses (Montnegre). Les cercleurs travaillaient dans les perchis de châtaigniers et qui, au début du XXe siècle ont eu des revendications dans les sociétés (syndicats) de cercleurs[10].
- Tartane. Voiture à deux roues avec voile de protection et sièges latéraux, de traction animale et conçue pour transporter des personnes. Le chariot ou voiture de voyage a été fabriqué en 1917 et est la pièce maîtresse de la salle ayant pour exposition le métier de charron, genèse des premiers carrossiers de voitures à traction mécanique, qui a permis à Arbúcies de devenir la principale ville carrossière du pays[11].

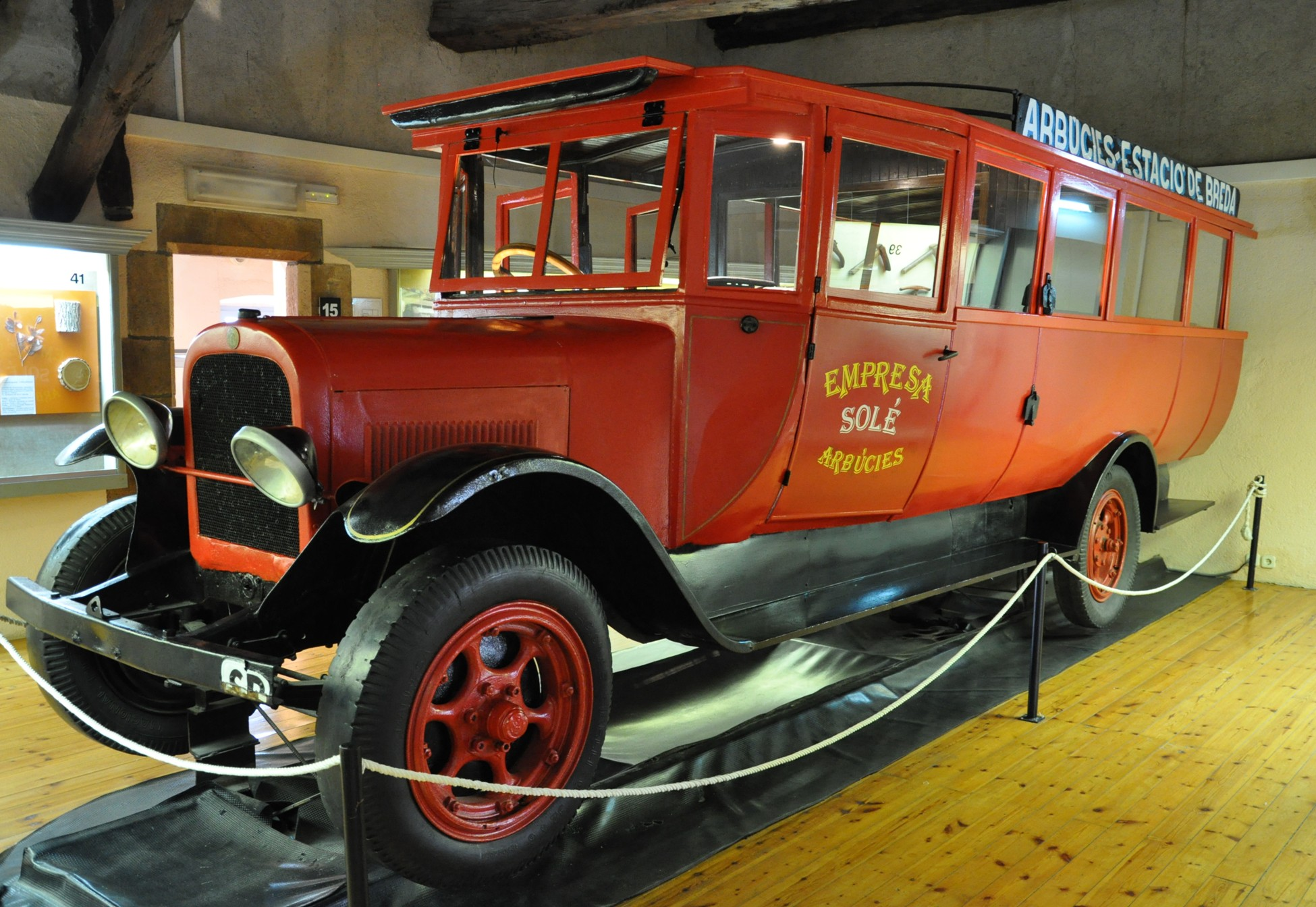
L'industrie de la carrosserie

- Omnibus. Véhicule de transport de onze places carrossé en 1923 à Arbúcies sur un moteur et châssis de marque Chevrolet. Il a été utilisé pendant quarante ans, jusqu'à ce que les carrosseries métalliques avec un tuyau de fer aient remplacé celles en bois et semi-métalliques en raison du gain de poids qu'elles représentaient.. L'industrie de la carrosserie d'Arbucies est devenue l'un des moteurs économiques de la ville. Avec la couleur rouge caractéristique de la société Solé, elle est une icône du musée et l'une des pièces les plus appréciées par les visiteurs[12].
- Tour mécanique. Tour mécanique qui effectuait un mouvement de rotation sur une pièce de bois, laquelle s'arrondissait à l'aide d'un outil tranchant. Ce tour a été fabriqué à la tournerie Can Casadesús d'Arbúcies, fondée en 1898 et qui fabriquait des pièces pour l'industrie textile. Le tour a été monté avec des transmissions (courroies et poulies) originales, qui peuvent être activées et mises en service[13].